# Martina Balboni
Martina Balboni (ur. 29 stycznia 1991 w Modenie) – włoska siatkarka, grająca na pozycji rozgrywającej. 

## Sukcesy klubowe
Puchar Challenge:
- 2019